# Kemi
Kemi (Noord-Samisch: Giepma) is een Finstalige stad en gemeente in het Finse landschap Lapland met 19.499 inwoners (2022). De stad ligt bij de monding van de Kemijoki in de Botnische Golf, die op deze plaats drie maanden per jaar ijsvrij is. Kemi kreeg in 1869 stadsrechten.

## Economie
Door de ligging aan de riviermonding heeft Kemi zich ontwikkeld tot havenstad. Van hier wordt het transport naar het achterland rond Rovaniemi en omstreken verzorgd. Omgekeerd worden te Kemi grondstoffen uit Lapland in schepen geladen om verder te worden getransporteerd. Door de uitgestrekte wouden heeft Kemi een grote houtindustrie, die van veraf te herkennen is. Bij sommige windrichtingen is in de gehele stad de stank van de pulpindustrie te ruiken. Er worden nog wedstrijden gehouden voor houtsorteerders. Daarnaast vindt er zalmvisserij plaats.
Bij de plaats ligt de Kemi-mijn van het Finse roestvaststaalbedrijf Outokumpu. Hier wordt ondergronds chromieterts gewonnen. Het erts wordt bovengronds ontdaan van andere stoffen om 20 kilometer verder in de Outokumpu-fabriek in Tornio te worden verwerkt. De ertsafzettingen werden ontdekt in 1959, maar het duurde tot 1968 alvorens het erts werd gewonnen en ook de productie van ferrochroom werd opgestart. De mijn werd in 1985 uitgebreid om een tweede ferrochroom-smeltoven in Tornio van materiaal te voorzien. In 2013 volgde weer een uitbreiding toen een derde oven in gebruik werd genomen. Tot 2003 werd het erts uitsluitend in dagbouw gewonnen, maar vanaf 2005 wordt alles ondergronds gemijnd. De ertsreserves worden geraamd op 50 miljoen ton.
De laatste jaren ontwikkelde de stad zich als centrum voor informatica.
Samen met Tornio en het Zweedse Haparanda heeft Kemi het Sea Lapland Development Centre opgezet om de regionale economie te stimuleren.

## Transport

### Auto
Doordat vervoer steeds vaker over land gaat heeft Kemi zich ontwikkeld tot het verkeersknooppunt van de provincie Lapland. De stad ligt aan de Europese weg 75, de Finse weg 4 en Finse weg 29.

### Spoor
Kemi is sinds 1903 aangesloten op het spoorwegnet van Finland. Het spoorwegstation Kemi ligt midden in de stad en is begin- en eindhalte van de plaatselijke lijn naar Rovaniemi (stoptrein). Het is het begin- en eindpunt van het traject Kemi –Kolari. Daarnaast doen de spoorlijnen Helsinki - Kaolari en Helsinki – Rovaniemi/Kemijärvi de stad aan. Bij het station ligt een groot rangeerterrein. Voor het spoorwegstation ligt het busstation

### Vliegen
De laatste jaren heeft het vliegveld Kemi-Tornio zich ontwikkeld tot tweede luchthaven in dit gebied, naast vliegveld Rovaniemi.

## Musea en toerisme
In Kemi is een edelsteenmuseum gevestigd dat gespecialiseerd is in de mineralen die in het noorden van Finland zijn gevonden en opgegraven. In hetzelfde museum is ook de kroon te vinden van Frederik Karel van Hessen, de enige koning van Finland. Kemi heeft bovendien een regionaal etnografisch museum.

### Sneeuwburcht
De Sneeuwburcht van Kemi wordt sinds 1996 jaarlijks opgebouwd volgens een wisselend ontwerp. Het is de grootste sneeuwburcht ter wereld. De oppervlakte bedraagt 13.000 tot 20.000 m², de hoogste toren was 20 meter hoog en de langste muur was 1 km. In het eerste jaar kwamen er 273.000 bezoekers op af. Veel toeristen trekt ook de ijsbreker Sampo, waarmee ´s winters passagiers kunnen meevaren.
Bezienswaardigheden zijn het uit 1902 stammende stadhuis en de uit hetzelfde jaar daterende neogotische kerk van Kemi.

## Partnersteden
Kemi onderhoudt jumelages met Liptovský Mikuláš (Slowakije), Luleå (Zweden), Székesfehérvár (Hongarije), Newtownards (Noord-Ierland), Wismar (Duitsland), Tromsø (Noorwegen) en Volgograd (Rusland).

## Geboren in Kemi
- Paavo Aaltonen (1919), gymnast
- Anna-Liisa Tiekso (1929), politica
- Juha Helin (1954), voetballer
- Jari Jäväjä (1973), voetballer
- Jori Hulkkonen (1973), danceproducer
- Tony Kakko (1975), zanger en toetsenist
- Jani Liimatainen (1980), gitarist
- Anssi Jaakkola (1987), voetballer